# Yvonne Bos-Rops
Jeannette Adriana Maria Yvonne Bos-Rops (1951) is een Nederlands historica en archivaris, verbonden aan de Rijksarchiefdienst.

## Biografie
Rops studeerde geschiedenis aan de Rijksuniversiteit Groningen en studeerde daar onder andere bij prof. dr. Adriaan Gerard Jongkees (1909-1999). Daarna studeerde zij archivistiek aan de Rijksarchiefschool. Zij werkte vervolgens als gemeentearchivaris van 's-Hertogenbosch, daarna bij de Nederlandse Rijksarchiefdienst, en was zij tussendoor Rijksarchivaris in de provincie Utrecht en in Noord-Brabant. Vanaf 1982 werkte zij mee aan verschillende drukken van gidsen inzake de Nederlandse archiefbewaarplaatsen. Voorts werkte zij mee aan catalogi van tentoonstellingen die in het Rijskarchief zijn gehouden. Verschillende malen publiceerde zij over de Amsterdamse koopman Willem Eggert (ca. 1360-1417). In 1993 promoveerde zij te Leiden op Graven op zoek naar geld. De inkomsten van de graven van Holland en Zeeland, 1389-1433. In 1997 redigeerde zij een bundel opstellen van Eric Ketelaar over archivistiek. In 2002 werkte zij mee aan Noord-Brabant in de Bataafs-Franse tijd, 1794-1814. Een institutionele handleiding, een uitgave van het Rijksarchief in Noord-Brabant. In 2004 werkte zij mee aan Visuele cultuur. Fotografie als historische bron en als medium voor etnologisch onderzoek. In 2016 werkte zij mee aan Vorstelijk, koninklijk, keizerlijk. Archieven van vorstenhuizen in Europa. Bos-Rops hield zich ook bezig met het onderwijs in de archivistiek en met een beroepscode voor archivarissen. Zij publiceerde tientallen artikelen, zowel op het gebied van archivistiek als middeleeuwse geschiedenis, de laatste vooral gericht op Holland.
Op internationaal en Europees gebied was Bos-Rops commissielid en voorzitter van de Section of Professional Archival Associations van de Internationale Archiefraad (ICA), later lid van het uitvoerend comité van de ICA (1992-2000). Voorts was zij Nederlands vertegenwoordiger in de European Archives Group, een expertgroep van de Europese Commissie en was zij daarbij voorzitter van een werkgroep die zich bezighield met digitale archieven. Zij was voorts secretaris en voorzitter van de Koninklijke Vereniging van Archivarissen in Nederland.